# Jesús Rojas
Jesús Rojas est un boxeur vénézuélien né le 31 janvier 1964 à Rio Caribe.

## Carrière
Passé professionnel en 1985, il devient champion du monde des poids mouches WBA le 30 septembre 1989 après sa victoire aux points contre le colombien Fidel Bassa. Rojas s'incline dès le combat suivant face à Lee Yul-woo le 10 mars 1990. Il poursuit sa carrière dans la catégorie de poids supérieure et remporte le titre WBA des super-mouches le 23 décembre 1998 aux dépens de Satoshi Iida. Il fait ensuite match nul contre Hideki Todaka mais perd le combat revanche le 31 juillet 1999. Le boxeur vénézuélien met un terme à sa carrière en 2004 sur un bilan de 36 victoires, 10 défaites et 4 matchs nuls.

## Référence
1. ↑   (en) Jesús Rojas vs. Fidel Bassa (boxrec.com)